# Макки, Лэнс
Лэнс Макки (англ. Lance Mackey; 2 июня 1970 — 7 сентября 2022) — американский погонщик собак, четырёхкратный победитель престижных гонок на собачьих упряжках.

## Биография
Макки родился и вырос на Аляске, США. Его отец, Дик Макки, является одним из основателей гонок Iditarod Trail Sled Dog Race, а также победителем этих соревнований в 1978 году. Сводный брат Лэнса, Рик Макки, в 1983 году также первенствовал в этих гонках.
В 2007 году Лэнс Макки стал первым каюром, одержавшим победу в соревнованиях Yukon Quest и Iditarod в одном году. В общей сложности четырежды он одерживал победу на Yukon Quest (в 2005—2008 годах) и четырежды — в гонках Iditarod (2007—2010). В 2008 году он также первенствовал на соревнованиях Tustumena 200.

## Личная жизнь
Лэнс Макки был женат, имел четверых детей. Увлекался рыбной ловлей.
Скончался 7 сентября 2022 года.